# Ribera d'Ebre
Pour les articles homonymes, voir Ribera et Ebre (homonymie).
Ribera d'Ebre est la comarque de la Catalogne, dont la capitale est Móra d'Ebre.

## Carte
| Anoia Bages Segarra Solsonès Conca de · Barberà Moianès Osona Berguedà Basse · Cerdagne Alt · Urgell Pallars · Sobirà Val d'Aran Alta · Ribagorça Pallars · Jussà Noguera Urgell Pla · d'Urgell Segrià Garrigues Alt · Penedès Baix · Llobregat Barcelonès Vallès · Occidental Maresme Vallès · Oriental Ripollès Garrotxa Alt Empordà Pla de · l'Estany Gironès Selva Baix · Empordà Garraf Baix · Penedès Tarragonès Alt · Camp Baix · Camp Priorat Ribera · d'Ebre Terra · Alta Baix Ebre MontsiàFrance Pyrénées-Orientales Ariège Haute · Garonne Andorre Aragon Communauté valencienneMer Méditerranée |

## Les communes
Ascó, Benissanet, Flix, Garcia, Ginestar, Miravet, Móra d'Ebre, Móra la Nova, la Palma d'Ebre, Rasquera, Riba-roja d'Ebre, Tivissa, la Torre de l'Espanyol, Vinebre